# Mick Jackson (zanger)
Michael George Jackson (Münster, 2 november 1947) is een Britse muzikant en singer-songwriter. Hij was medeschrijver van de song Blame It on the Boogie. De song werd medegeschreven door Micks broer David Jackson en Elmar Krohn en geproduceerd door Sylvester Levay.

## Biografie
Jackson nam zijn versie van Blame it on the Boogie eerst op en het management van The Jacksons pikte de song op bij Midem op de internationale muziekbeurs in Cannes, waar deze aan hen werd aangeboden door Mick Jacksons uitgever zonder diens medeweten. Mede door een vertraging in de persinstallatie, die Mick Jacksons single produceerde, werden de twee versies uitgebracht met een verschil van weken.
De toenmalige pers genoot van de toevallige naamgelijkenis en publicatie en noemde de gang van zaken 'The Battle of the Boogie' toen de twee platen elkaar probeerden af te troeven voor de klasseringen in de hitlijsten. BBC Radio 1 speelde alleen The Jacksons-versie en Capital Radio alleen die van Mick Jackson. De muziekpers was gelijk verdeeld. Melody Maker had geen recensie voor Mick Jacksons versie, maar roemde The Jacksons en verwees ten onrechte naar hun single als een zelfgeschreven song (16 september 1978), overwegende dat New Musical Express Mick Jackson aanwees als winnaar van deze tweekamp en noemden zijn versie 'far superior' (7 oktober 1978).
Mick Jacksons (#15) origineel en The Jacksons (#8) plaatsten zich beide in de Britse hitlijsten. Mick Jacksons volgende publicatie Weekend uit 1979 werd uitgebracht in dezelfde week als The Jacksons tweede single Destiny. De songs plaatsten zich op dezelfde dag in de hitlijsten op (#38) resp. (#39) en beide Jacksons verschenen bij dezelfde editie van Top of the Pops. Weekend bleef acht weken in de hitlijsten en daardoor omzeilde hij ook de onehitwonder-status. 
Jackson bracht de drie albums Weekend ( Atlantic Records, 1978), Step Inside My Rainbow (CBS Records, 1980) en Square Deal (1982) uit.
Hij werkte met vele artiesten als David Knopfler, Eric Burdon, Lisa Stansfield en Barry Manilow.
In 2010 maakte filmmaker Patrick Nation de documentaire The Other Michael Jackson: Battle of the Boogie voor Channel 4 over Jackson. Deze was mede-geschreven en gepresenteerd door Micks zoon Sam Peter Jackson en deze verwees naar Mick Jacksons album Weekend (1978) (dat de originele versie bevatte van Blame it on the Boogie), dat werd heruitgebracht (voor download op iTunes) voor de eerste keer in dertig jaar bij Demon Music. Om de documentaire te promoten, gaf Jackson een speciaal tv-interview bij BBC Breakfast.
- Bibsys: 90078698
- Bibliothèque nationale de France: cb12455638q (data)
- Catàleg d'autoritats de noms i títols de Catalunya: 981058512928906706
- Gemeinsame Normdatei: 129610240
- International Standard Name Identifier: 0000 0001 0856 0182
- Library of Congress Control Number: n82093685
- MusicBrainz: 059e57d8-af63-4d90-8078-ebed36985fff
- Nationale Bibliotheek van Israël: 987007441805805171
- Nederlandse Thesaurus van Auteursnamen: 06880346X
- Système universitaire de documentation: 033717451
- Virtual International Authority File: 24697962
- WorldCat: E39PBJyMgY6m8YW9r7Q4QT9bh3